# 崇岗镇 (抚州市)
崇岗镇，是中国江西省抚州市临川区所辖的一个镇。

## 行政区划
崇岗镇下辖以下村级行政区划单位
崇岗街社区、立新村、四新村、长岗村、邵坊村、过家村、凤岗村、中邓村、上邓村、下邓村、仙溪村、冯岭村、祝家村和瓦店园艺场生活区。